# Пистор, Яков Матвеевич
Яков Матвеевич (Иоганн Яков) Пистор (нем. Johann Jakob Pistor; ? — 1814) — российский военачальник немецкого происхождения, генерал-квартирмейстер и начальник Генерального штаба (апрель 1789 — ноябрь 1796 годов), генерал-майор (1789 год).

## Биография
Уроженец Гессен-Касселя.
Получил хорошее домашнее образование.
Военную службу начал в артиллерии в гессенских войсках. Участник Семилетней войны 1756—1763 годов, в ходе которой служил в прусском штабе под началом генерал-квартирмейстера Ф. В. Бауэра. По окончании войны уволился с военной службы в чине подполковника.
В 1771 году был принят на российскую службу и определен в Генеральный штаб на должность обер-квартирмейстера с чином майора. На начало 1786 года — обер-квартирмейстер в Генеральном штабе с чином подполковника.
Был генерал-квартирмейстером Екатеринославской, а затем Южной армии фельдмаршала Г. А. Потемкина, участвовал в Русско-турецкой войне 1787—1791 годов. В кампанию 1791 года в составе корпуса генерал-поручика М. И. Кутузова отличился в Мачинском сражении, где командовал правым флангом (1-й и 4-й батальоны Бугского егерского корпуса) наступавших войск и «во время сражения под канонадою неприятельскою проходил трудные места до овладения высотами». За сражения при Мачине был удостоен ордена Св. Георгия 3-й степени.
С 1792 года — генерал-квартирмейстер Украинской армии, разработал план кампании против польских конфедератов, учитывавший дислокацию российских войск вдоль польской границы. 
В 1794 году Пистор сыграл заметную роль в организации отступления частей Варшавского гарнизона на соединение с основными силами российских войск. Лично руководил этим отступлением и добился минимальных потерь среди личного состава.
В начале 1796 года подал прошение на Высочайшее имя об отставке, которое в итоге и было удовлетворено в ноябре того же года.
После отставки генерал-майор Я. И. Пистор выехал в Кассель, где проживал до своей кончины.

### Интересный факт
Уезжая из России, Пистор забрал с собой все лучшие карты и планы, которые имелись в то время в управлении Генерального штаба. Его наследники возвратили часть вывезенных им из России документов, которые были переданы в Военно-топографическое депо.

## Награды
- Награждён орденами Св. Георгия 3-й степени (№ 96, 18 марта 1792) — «Во уважение на усердную службу, храбрые и мужественные подвиги, оказанные им в сражении при Мачине и разбитии войсками Российскими под командою генерала князя Николая Васильевича Репнина многочисленной турецкой армии верховным визирем Юсуф-пашею предводимой».[2]
- Также был награждён орденами Св. Владимира 2-й степени и Св. Анны 1-й степени[3] (2 сентября 1793).